# Frontières du Kirghizistan
 (janvier 2024).
Si vous disposez d'ouvrages ou d'articles de référence ou si vous connaissez des sites web de qualité traitant du thème abordé ici, merci de compléter l'article en donnant les références utiles à sa vérifiabilité et en les liant à la section « Notes et références ».

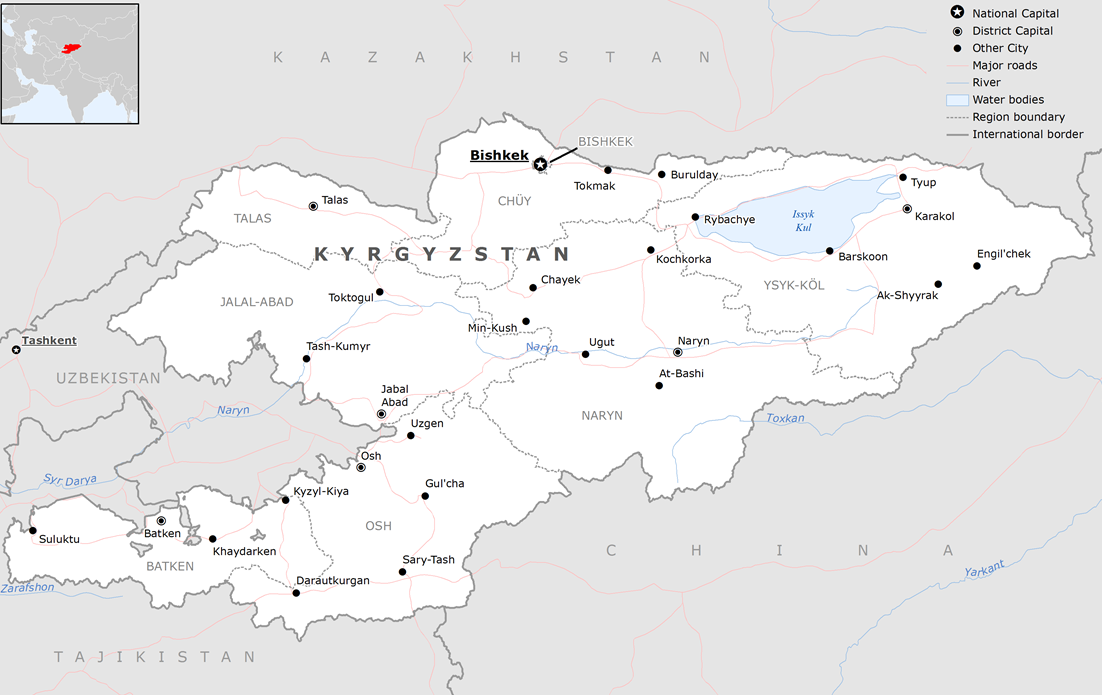
Carte du Kirghizistan et de ses pays voisins.

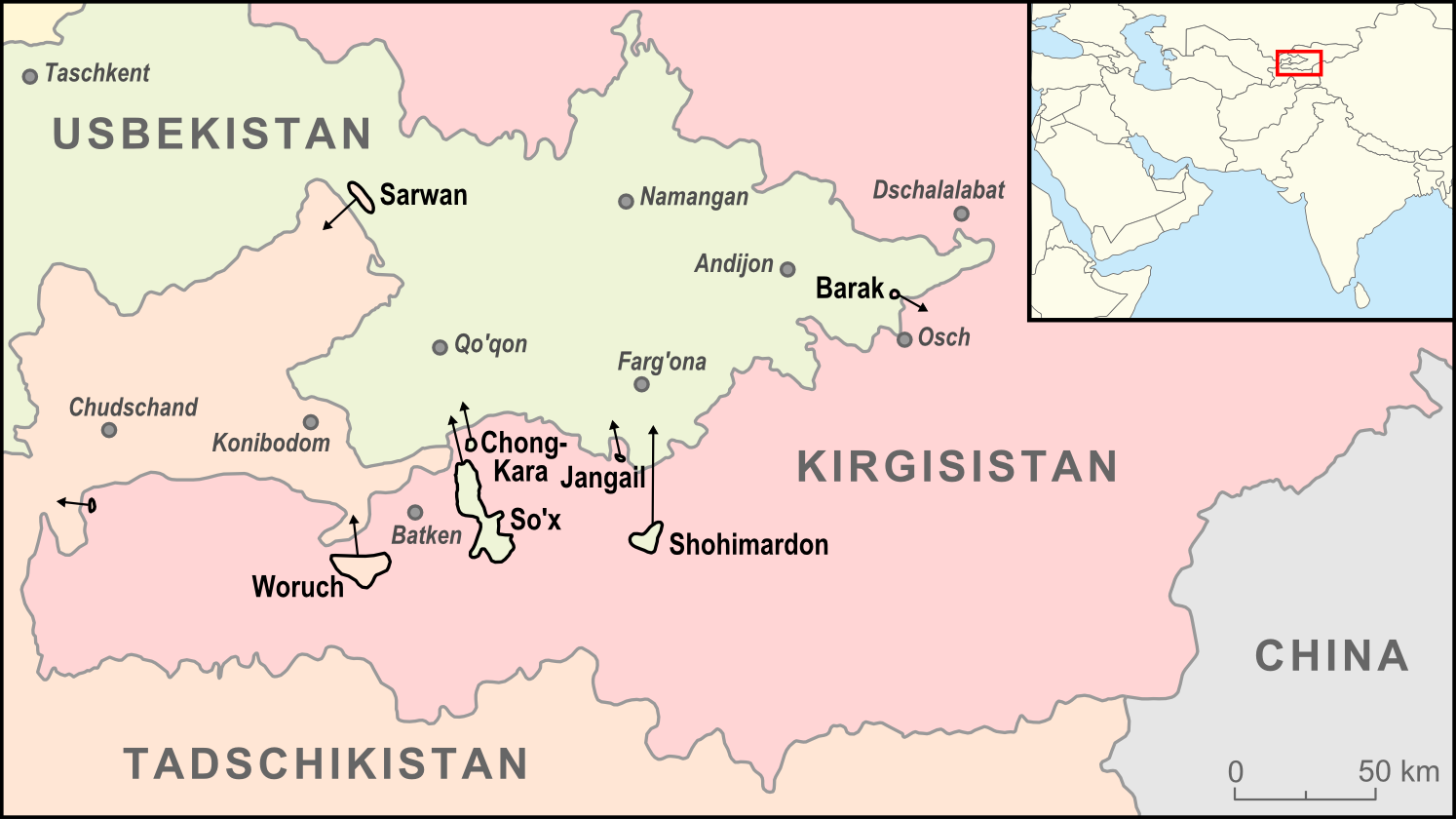
Carte d'enclaves du Kirghizistan.

Le Kirghizistan, État enclavé d'Asie centrale a 4 frontières internationales, de longueur assez similaires :
- Frontière avec la Chine, 858 km
- Frontière avec le Kazakhstan, 1 051 km
- Frontière avec l'Ouzbékistan, 1 099 km
- Frontière avec  le Tadjikistan, 984 km

## Historique
Sauf celle avec la Chine (ancienne partie de la frontière ce pays avec l'Union soviétique), les trois autres frontières sont issues des frontières entre les républiques de l'URSS. De cette période datent également les enclaves du Tadjikistan et de l'Ouzbékistan en territoire kirghize.
La frontière entre le Kirghistan et le Tadjikistan a fait l'objet de conflits frontaliers en 2022.